# Ghulam-E-Musthafa
Ghulam-E-Musthafa to bollywoodzki thriller z 1997 roku. W roli tytułowej Nana Patekar.  Ponadto występują Ravena Tandon, Paresh Rawal, Aruna Irani, Mohnish Behl, Shivaji Satham. Reżyseria - Partho Ghosh, autor  filmu Yugpurush. Muzyka - Rajesh Roshan (Koi... Mil Gaya). Tematem tego filmu jest historia gangstera, któremu miłość i wiara w Boga umożliwiają przemianę. W filmie wypełnionym scenami bójek, zabójstw szokująco przedstawiono scenę wyborów, ale pokazano też żarliwość modlitwy i przełamywanie się ku sobie, jednanie się.

## Fabuła
Ghulam-E-Mustafa (Nana Patekar), niewolnik Pana, jak mówi o sobie ten rozmodlony muzułmanin. Reszta świata zna go jako budzącego grozę Mustafę, prawą rękę znanego gangstera Shanta Prasada (Paresh Rawal). On i Sudama zostali przygarnięci przez Shanta Prasada w dzieciństwie. Wyciągnął ich z bezdomności przyuczając do swojego fachu. Teraz nie ma rzeczy, której Mustafa nie załatwiłby dla swojego Abby. Jednak jego życie wypełnione biciem, zabójstwami i ...modlitwą zmienia się, gdy Mustafa spotyka Kawitę (Raveena Tandon). Z tą tancerką zaczyna go łączyć szczególna więź. Rozumieją się w pół słowa, cieszą się sobą, okazują sobie troskliwą czułość. Kawita nawet dowiedziawszy się, jak Mustafa żyje, świadomie pragnie stać się częścią jego życia. Wierzy, że dobro w nim zwycięży to, co złe.  I rzeczywiście jej wiara w Mustafę zaczyna się sprawdzać w jego opiece nad rodziną skrzywdzonego urzędnika Dayananda Dixita (Shivaji Satam) i  nieznoszącej go żony (Aruna Irani). Zanim jednak do tego dojdzie, życie Mustafy nagle się zmieni.

## Obsada
- Nana Patekar	 ... 	Ghulam -E- Musthafa
- Raveena Tandon	... 	Kavita
- Paresh Rawal	... 	Shanta Prasad 'Abba'
- Aruna Irani	... 	Bhagyalaxmi Dixit
- Mohan Joshi	... 	Mahesh Verma (właściciel klubu)
- Mohnish Behl	... 	Bipin Verma (jako Mohnish Behal)
- Shivaji Satham	... 	Dayanand Dixit (jako Shivaji Satam)
- Vishwajeet Pradhan	... 	Mahesha brat (jako Bishwajeet Pradhan)
- Ashwin Kaushal	... 	Mahesha syn (jako Ashwini Kaushal)
- Satish Shah	... 	Qawwali śpiewak
- Tiku Talsania	... 	Qawwali śpiewak (jako Tiku Talsaniya)
- Ravi Behl	... 	Arun (jako Ravi Behal)

## Piosenki
- Ladke Idhar Bhi - Ghulam-E-Musthafa 1997 - Udit Narayan & Preeti Uttam
- Dum Dum Danke Pe Chot Padi - Ghulam-E-Musthafa 1997 - Alka Yagnik & Udit Narayan
- Tera Gum Mera Gum (Sad) - Ghulam-E-Musthafa 1997 - Kavita Krishnamurthy & Hariharan
- Tera Gum Mera Gum - Ghulam-E-Musthafa 1997 - Kavita Krishnamurthy & Hariharan
- Saara Shahar Aaj Jaagega - Ghulam-E-Musthafa 1997 - Suneeta Rao
- Ho Mubarak Tujhe - Ghulam-E-Musthafa 1997 - Sabri Brothers